# Les Poules à lier
 (février 2025).
Motif : Absence de sources
- Archive Wikiwix
- Bing
- Cairn
- DuckDuckGo
- E. Universalis
- Gallica
- Google
- G. Books
- G. News
- G. Scholar
- Persée
- Qwant
- (zh) Baidu
- (ru) Yandex
- (wd) trouver des œuvres sur Wikidata

| 1. | Préciser le motif de la pose du bandeau. | Précisez le motif de la pose du bandeau en utilisant la syntaxe suivante : {{admissibilité à vérifier\|date=juillet 2025\|motif=remplacez ce texte par le motif}}                      |
| 2. | Informer les utilisateurs concernés.     | Pensez à avertir le créateur de l'article, par exemple, en insérant le code ci-dessous sur sa page de discussion : {{subst:avertissement admissibilité à vérifier\|Les Poules à lier}} |

Les Poules à lier est une série de bande dessinée franco-belge humoristique créée dans le journal de Spirou no 3007 par Pierre Tranchand sous le pseudonyme de Pica et Bouchard.

## Synopsis
Cette série raconte le quotidien un peu fou des poules.

## Les personnages
- Les poules sont les héroïnes de la série, mais elle ne vivent pas très longtemps.

## Publication

### Album
La série n'a jamais eu d'album.

### Pré-publication
La série a été publiée dans le journal de Spirou entre 1995 et 1999.